# Australazija
Australazija je područje koje uključuje Australiju, Novi Zeland, Novu Gvineju, te mnoge okolne otočiće od kojih se većina nalazi u istočnom dijelu Indonezije. Charles de Brosses je u svojem djelu Histoire des navigations aux terres australes (1756.) skovao riječ Australazija prema latinskim riječima koje znače "južno od Azije" i diferencirao je područje Australazije od Polinezije i jugoistočnog Pacifika (Magellanica). Australazija se ponekad koristi kao zaseban termin za Australiju i Novi Zeland zbog nedostatka druge riječi koja bi bila ograničena na te dvije zemlje.
Iz političke i kulturne perspektive riječ ima malenu uporabu iako su Australija i Novi Zeland relativno bogate, pretežno anglofone zemlje i u mnogo čemu dijele malo zajedničkoga s ostalim državama u području. Termin je nepopularan na Novom Zelandu jer u nazivu ističe Australiju i značajno implicira da je regija dio Azije. Umjesto njega se preferira termin Oceanija, koji ima različito značenje, a mnogi Novozelanđani često smatraju da Australija ne čini dio Oceanije.
Sa stajališta biologije, pak, Australazija je posebna regija sa zajedničkom evolucijskom poviješću i mnogim jedinstvenim biljkama i životinjama od kojih su neke zajedničke za čitavo područje, dok su ostale specifične za određene dijelove ali ipak dijele zajedničke pretke.
Biološku razdjelnu liniju s Azijom čini Wallaceova linija koja predstavlja granicu dviju kontinentalnih ploča. Sulawesi i Lombok leže na istočnoj, australoazijskoj strani linije, dok se Borneo i Bali nalaze na zapadnoj, azijskoj strani.
U prošlosti se Australazija koristila kao naziv za udruženi australski i novozelandski tim. Primjeri uključuju tenis između 1905. i 1913. godine kada su Australija i Novi Zeland udružili svoje najbolje igrače u natjecanju na međunarodnom turniru Davis Cup i olimpijskim igrama 1908. i 1912.